# Ataque à Ilha de Makin
O Ataque à Ilha de Makin (chamado pelos americanos de Makin Island raid), ocorrido entre 17 e 18 de agosto de 1942, foi um ataque coordenado pelo Corpo de Fuzileiros dos Estados Unidos (USMC) contra a Ilha de Makin (também conhecida como Butaritari) no Oceano Pacífico, que era controlado por uma guarnição do Exército Imperial Japonês. O objetivo era destruir quaisquer instalações japonesas na ilha, além de capturar prisioneiros para interrogatório, obter informações sobre as Ilhas Gilbert e distrair os japoneses e tirar sua atenção dos desembarques Aliados em Guadalcanal e em Tulagi.

## Preparações e organização
O ataque foi um dos primeiros desempenhados pelos americanos na Segunda Guerra. Os outros foram o ataque a Nova Guiné pela 32ª e pela 41ª Divisão de Infantaria americana, a Campanha de Guadalcanal realizada pela 1ª Divisão de Fuzileiros e pela 23ª Divisão de Infantaria, e o ataque da 9ª e da 3ª Divisões de Infantaria e da 2ª Divisão de Blindados ao Norte da África.
A força de ataque veio do 2º Batalhão Raider, dos chamados Marine Raiders, a elite do Corpo de Fuzileiros Navais dos Estados Unidos (USMC), e foi dividido em seis grupos de rifles. Por causa do espaço limitado nos barcos, cada grupo não levava uma secção de seus rifles. O Quartel-general do Batalhão, a Companhia A e 18 homens da Companhia B (totalizando 121 soldados) embarcaram no USS Argonaut e o restante da Companhia B (Totalizando 90 homens) embarcaram no USS Nautilus. O grupo de ataque foi designado Task Group 7.15.

## Execução do ataque

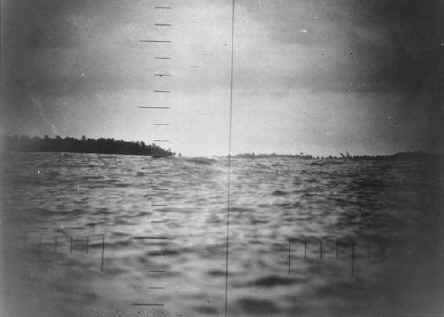
Makin visto pelo USS Nautilus

Os fuzileiros deixaram o submarino perto da meia-noite de 17 de agosto e se dirigiram para a ilha em pequenos barcos. O mar estava agitado e ventava perto da costa o que dificultava a empreitada e todos os barcos acabaram apresentando problemas com seus pequenos motores, forçando assim os soldados a remar até a costa.
Os Raiders desembarcaram as 05:30h e rapidamente aniquilaram o inimigo, estimado em 83 ou até 160 homens. Durante a luta, o sargento Clyde A. Thomason foi morto enquanto liderava um ataque a uma posição japonesa. Thomason foi postumamente condecorado com a Medalha de Honra por suas ações e acabou sendo o primeiro Marine americano a receber tal honra durante a Segunda Guerra.

## Evacuação dos Raiders
Os Raiders evacuaram a ilha nos mesmos dois submarinos em que vieram. Os fuzileiros americanos sofreram 18 baixas e 12 marines desapareceram. Dos 12 homens desaparecidos, um foi depois encontrado morto e incluído nas 18 baixas. Dos outros onze desaparecidos, nove foram inadvertidamente deixados para trás ou retornaram à ilha no dia da retirada. Eles foram então capturados e levados para o Atol de Kwajalein e executados pelos japoneses. Os dois fuzileiros remanescentes desaparecidos nunca foram encontrados.

## Conclusões
Carlson reportou que ele pessoalmente contou 83 corpos de japoneses mas estimou as baixas do inimigo em 160 mortos, baseados em relatórios feitos pelos nativos de Makin com quem ele falou. Outros japoneses podem ter sido mortos quando os dois navios foram afundados ou na queda dos dois aviões. Morison disse que 60 japoneses morreram enquanto procuravam um barco.
Apesar do êxito dos Marine Raiders em eliminar toda a guarnição japonesa estacionada na ilha, o ataque falhou em conquistar seus objetivos materiais. Nenhum prisioneiro foi feito e nenhuma informação importante foi adquirida. E, acima de tudo, os japoneses não desviaram nenhuma tropa ou recursos de sua base nas Ilhas Salomão para tentar manter a ilha. Efetivamente, devido à vulnerabilidade demonstrada pelas suas tropas nas Ilhas Gilbert e posta em evidência após o ataque, os japoneses fortificaram as suas posições e prepararam melhor as defesas nas ilhas do Pacífico Central, contribuindo assim para as enormes perdas sofridas pelas forças americanas nas batalhas durante a grande campanha nas Ilhas Gilbert e Marshall. Contudo, o ataque foi muito importante para levantar o moral das forças armadas americanas e também para mostrar o valor dos Raiders.